# Franc Urlep
Franc Urlep, slovenski zdravnik, * 1928, † april 2022
Mdr. je bil predsednik društva za zgodovino medicine.

## Odlikovanja in nagrade
Leta 1999 je prejel častni znak svobode Republike Slovenije z naslednjo utemeljitvijo: »za zasluge pri razvoju in uveljavitvi družinske medicine, organiziranju splošne zdravstvene službe in za prispevek k podiplomskemu izobraževanju«.